# Корсунь (річка)
Корсунь, Корсунка— річка в Донецькій області України, права притока річки Кринка.
Випливає з невеликого ставка, утвореного джерелами, на схід від мікрорайону «Сонячний» в Калінінському районі міста Горлівка. Територією Донецької області протікає в межах Горлівського району. Зливаючись з річкою Булавинка, утворює річку Кринка біля села Верхня Кринка.

## Гідронім
Назва Корсунь виникла, мабуть, від татарського «кара су» — чорна вода.

## Характеристика
Довжина річки — 25 км. Похил річки — 0,15 м/км. Русло звивисте, шириною в середньому протягом 3-5 м. Глибина до 2 м. Дно мулисте, на мілководних ділянках кам'янисте. Вода непрозора, замутнена. Покривається льодом в кінці грудня і розкривається до середини лютого. Живлення снігове і дощове, а також за рахунок вод численних підземних джерел. У межах Горлівки річка несе серйозну техногенне навантаження, в неї потрапляють стоки з зливових очисних споруд ряду великих підприємств.
Русло річки зарегульована декількома ставками (Кіровські, Гуєновський, Лікарняний, Горлівське море). Вода використовується для сільськогосподарських і технічних потреб. Уздовж русла річки розташовані сільськогосподарські землі.
У річці водяться: плотва, карась, сазан, черепаха, вужі, гадюки. Тваринний світ представлений зайцями, лисицями, птахами: дика качка, сіра чапля, деякі види куликів, куріпок, фазанів. З хижаків зустрічаються пугач і лунь очеретяний.
Береги річки мають майже безперервне зелене обрамлення: тополя, верба, в'яз та інші породи дерев. Різноманітний трав'яний покрив.

## Населені пункти на річці
У своїй верхній течії річка протікає по густонаселеній місцевості.
Населені пункти України (вниз за течією): Горлівка, Федорівка, Корсунь, Верхня Кринка.

## Притоки
- Розсохувата (ліва).